# A Pair of Bags
A Pair of Bags è un cortometraggio muto del 1912 diretto da Frank Wilson e interpretato da Gladys Sylvani.
Non si conoscono altri dati del film, andato distrutto nel 1924 dallo stesso produttore, Cecil M. Hepworth che, in gravi difficoltà finanziarie, giunse a tanto per poter recuperare il nitrato d'argento della pellicola.

## Trama
In treno, le valigie dei viaggiatori possono essere confuse tra di loro. Quando una ragazza prende la valigia sbagliata, può succedere che un altro viaggiatore debba poi trovarsi a indossare degli indumenti femminili che non gli appartengono.

## Produzione
Il film fu prodotto dalla Hepworth.

## Distribuzione
Distribuito dalla Hepworth, il film - un cortometraggio di circa 114 metri - uscì nelle sale cinematografiche britanniche nel marzo 1912.